# آموس إتش. جاكسون
آموس إتش. جاكسون هو سياسي أمريكي، ولد في 10 مايو 1846 في قرية فرانكلين في الولايات المتحدة، وتوفي في 30 أغسطس 1924 في فريمونت في الولايات المتحدة. نشط حزبياً في الحزب الجمهوري. وقد انتخب عضو مجلس النواب الأمريكي ‏.